# 猩猩日记
《猩猩日记》是英國廣播公司電視（BBC）的一部自然類紀錄片，共2个系列，分别于2007年和2009年播出，介绍了婆羅洲猩猩的日常生活。